# Döda människor
Döda människor är en novellsamling av Rudolf Värnlund utgiven 1924. Boken var författarens debut.

## Innehåll
- Släktlös
- Det förlorade riket
- Den druckne
- Nattvandrare
- En främling i Guds land
- Den enda levande Budda
- Den begravde mannen

## Källa
Rudolf Värnlund Döda människor, Albert Bonniers förlag 1924.